# ダニー・ベハラノ
ダニー・ブライアン・ベハラノ・ヤニェス（Danny Bryan Bejarano Yañez, 1994年1月3日 - ）は、ボリビア・サンタクルス県サンタ・クルス・デ・ラ・シエラ出身のサッカー選手。ギリシャ・スーパーリーグ・PASラミア1964所属。ポジションはミッドフィールダー。

## 経歴

### クラブ
2011年に国内リーグリーガ・デ・フットボル・プロフェシオナル・ボリビアーノのオリエンテ・ペトロレロのトップチームに昇格。2011-12シーズンプロデビューを果たし、2014-15シーズンまでの4年間にリーグ戦100試合以上に出場。
2015年5月22日、パネトリコスFCと3年契約を締結。2015-16シーズンはギリシャ・スーパーリーグで9試合に出場するも、2016年1月に母国リーグのクラブ・ボリバルにローン移籍。更に7月にはスポルト・ボーイズ・ワルネスに移籍し2016-17シーズンは同チームでプレー。2017-18シーズンにパネトリコスFCに復帰するも、同シーズン終了後に三度ローン移籍で古巣のオリエンテ・ペトロレロでプレー。
2019年12月22日、PASラミア1964との契約を発表。2019年9月23日のパナシナイコスFC戦で、移籍後初ゴールを決めた。

### 代表
2011年にU-17のボリビア代表に招集。U-20代表を経て2013年2月7日のハイチ戦でフル代表デビュー。2015年にはコパ・アメリカ2015のメンバーに招集。決勝トーナメント進出に貢献。